# The Enigma
The Enigma nacido como Paul Lawrence, es un músico, actor y artista friki estadounidense. Lawrence ha sometido su cuerpo a varias modificaciones corporales, tales como implantes en la nariz, modificaciones en los oídos, perforaciones, tatuajes, entre otros. Su proceso de modificación comenzó el 20 de diciembre de 1992, por parte de Katzen, una artista del tatuaje conocida como Tiger Lady. Ambos se casaron, pero después se divorciaron. 
Cerca de 200 artistas han trabajado en sus modificaciones y muchos de ellos lo han hecho al mismo tiempo. Posee el récord Guinnes por tener tatuado 2123 piezas de un rompecabezas en el cuerpo.

## Biografía
El enigma se crio en Seattle y comenzó a estudiar música cuando tenía seis años de edad. En 1991, él era miembro fundador de Jim Rose Circus, con quienes realizó una gira hasta 1998. El Enigma después trabajó con Katzen, más específicamente en actuaciones de feria bajo el nombre de Human Marvels.
Actuó en el evento Halloween Horror Nights de la Universal Orlando Resort, en el otoño de 2007 con Serana Rose, realizando varios trucos con fuego, electricidad, herramientas eléctricas, y cuchillas. También ha actuado en el Theatre Bizarre.

## Filmografía
- 2010: Mojo Tango
- 2007: The Freakshow Apocalypse
- 1995: Expediente X